# سن-آگاپی، کبک
سن-آگاپی (به فرانسوی: Saint-Agapit) شهری در منطقه شهری لوتبینییر ناحیه شودییر-آپالاش در استان کبک کانادا است. در سرشماری سال ۲۰۱۱ این شهر ۳٬۰۴۴ نفر جمعیت داشته‌است و مساحت آن ۶۵٫۹۱ کیلومتر مربع است.